# Stanislaw Mazur
Stanisław Mieczysław Mazur (1 de enero de 1905 – 5 de noviembre de 1981) fue un matemático polaco. Político y miembro de la Academia Polaca de Ciencias, sus contribuciones al análisis funcional lineal y no lineal, y al estudio de las álgebras de Banach fueron fundamentales. También se interesó por las series divergentes y por las funciones calculables.

## Semblanza

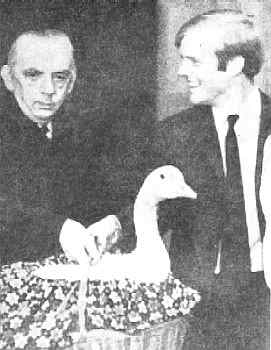
En 1972, Stanisław Mazur regaló un ganso vivo a Per Enflo, quien acababa de resolver un problema planteado por Mazur en 1936

Mazur nació en la ciudad de Lwów, por entonces perteneciente al imperio austrohúngaro. Estudió en su ciudad natal y en París y luego se doctoró en 1932 en la Universidad Jan Kazimierz de Lwów sobre la teoría de la sumabilidad. Se graduó tres años más tarde, en 1935, en la Universidad de Lwów, con trabajos en conjuntos y funcionales convexos, bajo la dirección de Stefan Banach. Estrecho colaborador de Banach, formó parte de la escuela matemática de Lwów, y participó en las actividades del "Café Escocés". El 6 de noviembre de 1936, planteó en el libro escocés una cuestión (conocida como el problema nº 153), que equivalía aproximadamente a determinar si cada espacio de Banach posee una base de Schauder, prometiendo un ganso vivo como recompensa a quien lo resolviera.
Más adelante ocupó una cátedra de geometría en la Universidad de Lwów entre 1939 y 1941, actividad que la ocupación alemana interrumpió durante varios años. A su regreso en 1946, Mazur se convirtió en profesor en la recién creada Universidad de Łódź, y dos años más tarde, en 1948, enseñó en la Universidad de Varsovia, donde permaneció hasta su jubilación. De 1946 a 1969 dirigió el instituto de matemáticas de la universidad. Miembro de la Academia Polaca de Ciencias desde su creación en 1952, sus seminarios sobre análisis funcional en el instituto de matemáticas de la Academia de Ciencias y en la universidad contribuyeron a la formación de numerosos matemáticos. Desde 1948 fue miembro del consejo editorial de Studia Mathematica, la revista de la escuela de análisis funcional de Polonia.
En 1949 Stanisław Mazur recibió el premio Stefan Banach. En 1972, durante una ceremonia retransmitida para toda Polonia, entregó un ganso vivo al matemático sueco Per Enflo, quien resolvió mediante un contraejemplo el problema planteado por Mazur.
Miembro activo del Partido Comunista Polaco en los años 1930, perteneció a la Sejm (Dieta Polaca) entre 1946 y 1954. Falleció en Varsovia en 1981, a los 76 años de edad.

## Reconocimientos
- Miembro de la Academia Polaca de Ciencias en 1952.
- Premio Stefan Banach en 1949.
- Doctorado honoris causa por la Universidad de Varsovia.
- Miembro extranjero de la Academia Húngara de Ciencias[2].